# Zähringen (Schiff)

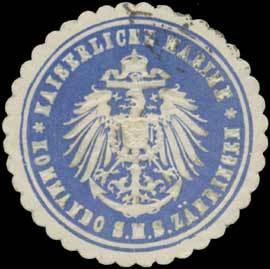
Siegelmarke K. Marine Kommando S.M.S. Zähringen

Die Zähringen war ein Linienschiff der Kaiserlichen Marine, das dritte von insgesamt fünf Schiffen der Wittelsbach-Klasse. Nach Kiellegung 1899 lief das Schiff am 12. Juni 1901 bei der Germaniawerft in Kiel vom Stapel und wurde am 25. Oktober 1902 in Dienst gestellt.

## Schwesterschiffe
Die Schwesterschiffe waren Wittelsbach (1900 auf der Kaiserlichen Werft Wilhelmshaven vom Stapel gelaufen), sowie die 1901 vom Stapel gelaufenen Wettin bei Schichau in Danzig, Schwaben bei der Kaiserlichen Werft in Wilhelmshaven und Mecklenburg bei AG Vulcan Stettin. Obwohl mit dem Erscheinen der Grosslinienschiffe in der Kaiserlichen Marine ab 1909 veraltet, waren alle fünf Schiffe der Klasse 1914 bis 1916 erneut im Flottendienst, wurden dann aber wegen ihrer unzureichenden Geschwindigkeit außer Dienst gestellt und als Wohn- oder Exerzierschiffe genutzt. Mit Ausnahme der Zähringen wurden sie 1921/22 abgewrackt.

## Geschichte
Ihr Bau wurde von August Müller beaufsichtigt.

### Kaiserliche Marine
Die Zähringen diente bei der Hochseeflotte bis zum 20. September 1910, als sie zur Reserveflotte in der Ostsee transferiert wurde. Ab Mai 1912 wurde sie in Kiel überholt und am 14. August wieder in Dienst gestellt. Bei Flottenmanövern am 14. September 1912 rammte und versenkte sie versehentlich das Torpedoboot G 171. Am 28. September 1912 wurde sie wieder außer Dienst gestellt, aber nach Ausbruch des Ersten Weltkriegs reaktiviert und mit ihren Schwesterschiffen dem IV. Geschwader zugeteilt. Zunächst operierte das Geschwader in der Ostsee, dann von Dezember 1914 bis Juli 1915 in der Nordsee, und danach wieder in der Ostsee. Im November 1915 wurde die Zähringen nach Kiel verlegt und desarmiert, um als Zielschiff für Torpedoboote zu dienen. Zwei ihrer 15-cm-Kanonen wurden 1917 auf dem U-Kreuzer U 155 eingerüstet. Ihre Umrüstung zum Schulschiff, die im Juli 1918 begann, wurde bis Kriegsende im November nicht mehr vollendet, und das Schiff wurde am 13. Dezember 1918 außer Dienst gestellt.

### Reichsmarine und Kriegsmarine
Die total veraltete Zähringen war für die Siegermächte ohne Wert und wurde von der Reichsmarine bis 1926 als Hulk genutzt. 1927–1928 wurde sie zum ferngelenkten Zielschiff umgebaut und danach wieder in Dienst gestellt. Fast alle Aufbauten sowie die gesamte Bewaffnung und große Teile der Antriebsanlage wurden entfernt, und nur der Gefechtsstand und ein Schornstein blieben. 1.700 Tonnen Kork wurden in den Rumpf gepackt, um das Schiff nach Treffern schwimmfähig zu halten. Diese Maßnahmen verringerten ihre Wasserverdrängung auf nur noch 11.800 Tonnen und den Tiefgang auf 7,9 m. Sie erhielt zwei funkgesteuerte Dampfkessel mit Ölfeuerung. Die beiden äußeren 3-Zylinder-Verbunddampfmaschinen wurden ebenfalls mit Funksteuerung ausgerüstet und die Mittelmaschine mitsamt Welle und Propeller ausgebaut. Danach hatte sie nur noch die beiden Seitenwellen mit deren Schrauben. Ihre Höchstgeschwindigkeit betrug nur noch 13,5 Knoten. Die Besatzung, wenn das Schiff nicht als Ziel diente, zählte ganze 67 Mann.

## Verbleib
Am 18. Dezember 1944 wurde die Zähringen während eines Fliegerangriffs in Gotenhafen durch Bomben getroffen und sank im flachen Hafenwasser. Sie wurde behelfsmäßig schwimmfähig gemacht und am 26. März 1945 in der Hafeneinfahrt als Blockschiff versenkt. Das Wrack wurde 1949–1950 an Ort und Stelle verschrottet.

## Kommandanten
| Oktober 1902 bis September 1904   | Kapitän zur See Reinhold Brussatis           |
| September 1904 bis September 1906 | Kapitän zur See Georg Janke                  |
| September 1906 bis September 1907 | Kapitän zur See William Kutter               |
| Oktober 1907 bis September 1908   | Kapitän zur See Wilhelm Sthamer              |
| Oktober 1908 bis September 1910   | Kapitän zur See Georg Hebbinghaus            |
| Mai 1912                          | Korvettenkapitän Fritz Müller-Palm           |
| August bis September 1912         | Kapitän zur See Herwarth Schmidt von Schwind |
| August bis September 1914         | Kapitän zur See Herwarth Schmidt von Schwind |
| September bis Dezember 1914       | Kapitän zur See Georg Scheidt                |
| Dezember 1914 bis August 1915     | Kapitän zur See Karl Seiferling              |
| 26. August bis 18. November 1915  | Kapitän zur See Ferdinand Bertram            |
| November 1915 bis Juni 1918       | Kapitän zur See Max Schlicht                 |
| Juni bis August 1918              | Kapitän zur See Max Lutter                   |
| August bis Dezember 1918          | Fregattenkapitän / Kapitän zur See Otto Mock |

## Trivia
- 1933 diente das Schiff als Requisite für den Spielfilm Drei blaue Jungs – ein blondes Mädel, in dem Matrose Jäger (Heinz Rühmann) aus Versehen an Bord bleibt und unter Beschuss gerät.